# Jelovica, Gorenja vas - Poljane
Jelovica je naselje v Občini Gorenja vas - Poljane.